# Liste d'anthroponymes devenus noms communs
Il existe dans la langue française un certain nombre de noms communs ayant pour origine le nom propre d'une personne (qui en est donc l'éponyme), ou anthroponyme. Souvent il s'agit du nom de famille (plus rarement du prénom) de l'inventeur de l'objet désigné, parfois d'un nom imaginaire (personnage mythologique, personnage de roman ou de théâtre). Au fil du temps, l'usage répété du nom propre donna naissance à un nom commun et quelquefois l'origine de celui-ci fut oubliée ; une recherche étymologique permet de le retrouver.
Le terme de la linguistique qui qualifie cette création de nom est « antonomase ». Le nom commun peut soit être identique à l'anthroponyme (ex. : « Browning » a donné « browning »), soit présenter une modification orthographique (ex. : « Barrême » est devenu « barème »), soit en être une forme francisée ou modifiée par adjonction d'un suffixe (ex. : « daguerréotype » dérive de « Daguerre »).
Les domaines où le nom propre est le plus utilisé pour baptiser une nouveauté sont la botanique et les unités de mesure.
- Personnalités dont le nom a été utilisé pour désigner des genres botaniques, exemples : Michel Bégon, le bégonia ; Louis Antoine de Bougainville, la bougainvillée ; le père Camelli, le camélia ; Anders Dahl, le dahlia ; Leonhart Fuchs, le fuchsia ; Alexander Garden, le gardénia ; Pierre Magnol, le magnolia…
- Unités de mesure portant le nom d'un scientifique, exemple : ampère, baud, faraday, gauss, hertz, joule, newton, ohm, pascal, volt, watt…

Des noms de marques commerciales peuvent aussi être utilisés comme noms communs, mais ne sont pas toujours reconnus comme tels par les dictionnaires.
- Haut – A
- B
- C
- D
- E
- F
- G
- H
- I
- J
- K
- L
- M
- N
- O
- P
- Q
- R
- S
- T
- U
- V
- W
- X
- Y
- Z

Les noms de genres botaniques dérivés du nom d'une personnalité, les unités de mesure et les noms dérivés de marques commerciales ne sont pas repris dans la liste suivante.
Pour les unités de mesure, voir Unités de mesure issues d'un anthroponyme. Pour les noms dérivés de marques commerciales, voir Marques utilisées comme noms.

## A
- Acanthe est le nom, dans la mythologie grecque d'une nymphe. Désirée par Apollon (dieu du Soleil), qui tente de l'enlever, elle lui griffe le visage. Pour se venger, le dieu la métamorphose en une plante épineuse qui aime le soleil, et qui porte depuis son nom : l'acanthe.
- Al-Khawarizmi (780-850), mathématicien persan, a laissé son nom aux algorithmes.
- Un amphitryon est celui qui reçoit chez lui pour le repas, par allusion à un vers de Molière dans sa comédie Amphitryon (1688) : « Le véritable Amphitryon est l'Amphitryon où l'on dîne. » Le mot vient du personnage du même nom de la mythologie grecque, dont Zeus, aidé par Mercure (qui prendra l’apparence de Sosie, esclave d’Amphitryon) prit la forme de ce roi pour séduire Alcmène, son épouse. De cette tromperie naquit Hercule. L'Encyclopédie universelle cite en 1837 un texte de 1752 : « Ce mot, qui est le nom d'un Roi de Mycènes et de Thèbes, est devenu François d'une manière proverbiale, pour exprimer celui qui donne à manger ou qui paye pour plusieurs une certaine dépense. » et de documenter : « C'est Molière qui, sans y penser, a été l'Auteur de ce mot : car depuis qu'il a fait dire à Sosie que le véritable Amphitryon [des deux intervenant dans la pièce du même nom] est celui chez qui l'on dîne, on demande qui est-ce qui est l'Amphitryon ? Ou bien on dit : C'est Mr un tel qui est l'Amphitryon, pour dire que c'est lui qui traite ou qui paye[1]. »
- Amerigo Vespucci (ou Améric Vespucci), né le 9 mars 1454 à Florence en Italie, et mort le 22 février 1512 à Séville en Espagne, était un marchand, bijoutier et navigateur. Il fut le premier à émettre l'hypothèse que la côte de l'Amérique du Sud était celle d'un nouveau continent, alors que tous les navigateurs de l'époque, y compris Christophe Colomb, pensaient débarquer en Asie. C'est à partir de son prénom que sera créé le nom propre « Amérique » à l'initiative de Martin Waldseemüller, cartographe allemand établi à Saint-Dié (Vosges).
- Atlas : géant de la mythologie grecque censé porter le monde sur ses épaules. Une vertèbre cervicale porte son nom. Au XVIe siècle, les recueils de cartes de Gérard Mercator présentaient en frontispice une gravure du géant Atlas, ce qui donna leur nom aux ouvrages de géographie constitués de cartes du monde[2].

## B
- Leo Baekeland (1863-1944) : chimiste belge, inventeur de la bakélite.
- Phineas Taylor Barnum (1810-1891), entrepreneur de spectacles américain qui popularisa le cirque itinérant sous chapiteau. Une tente abritant un spectacle ou un stand commercial est souvent appelée barnum.
- Jacques Barradelle (XIIIe siècle) a laissé son nom à une écritoire portative, le baradelle.
- François Barrême : mathématicien qui écrivit en 1670 Les Comptes faits du grand commerce. Le mot barème apparut au XIXe siècle, avec une différence orthographique.
- Donald E. Baxter (1882-1935), médecin, ingénieur et scientifique américain, a développé et breveté la première méthode pour produire en masse des pochettes de liquides stériles pour perfusion par voie intraveineuse. Ces perfusions sont communément appelées baxter.
- Bécassine : héroïne de bande dessinée apparue en 1905, incarnée par une jeune servante bretonne candide et un peu niaise. Une bécassine est donc une femme stupide ou ridicule. Bécassine est aussi le nom d'un oiseau (diminutif de « bécasse »).
- Louis de Béchameil (1630-1703), financier devenu maître d'hôtel de Louis XIV, qui passe pour être le créateur de la sauce béchamel, une sauce blanche.
- Marcel Bich (1914-1994) fondateur de la société PPA (Porte-plume, Porte-mines et Accessoires), devenue BiC en 1953 pour commercialiser le stylo-bille appelé bic d'après son nom.
- En 1914, Bidasse est le nom du personnage principal d'une chanson de Bach, sur un texte de Louis Bousquet, « Avec Bidasse ». Les appelés du contingent sont depuis couramment appelés bidasses, nom qui peut s'étendre au soldat en général, mais son emploi tend à diminuer depuis la fin du service militaire obligatoire.
- Benoît Binet, perruquier attitré de Louis XIV. Ses créations étaient célèbres, on disait « Vous avez une bien jolie binette ! ». Par extension binette devient synonyme de figure dans un sens populaire[3].
- Sébastien Bottin (1764-1853), administrateur et statisticien français, secrétaire général de préfecture sous la Révolution française. Il rédigea les premiers répertoires professionnels. Par la suite, le nom Bottin fut déposé comme marque commerciale et connut une grande diffusion comme annuaire, si bien que le mot bottin passa dans le langage courant.
- Le capitaine Charles C. Boycott (1832-1897) : gérant de propriétés en Irlande, il fut mis en quarantaine par ses ouvriers en 1880. D'où le nom commun boycott et le verbe boycotter.
- Louis Braille (1809-1852) : organiste français, il est à l'origine du braille, un système d'écriture en relief pour aveugles.
- John M. Browning : inventeur du pistolet automatique qui porte son nom, le browning.

## C
- Ambrogio Calepino : savant et religieux augustin italien (1435-1511), auteur d'un dictionnaire latin répandu dans toute l'Europe. Le mot calepin désigna d'abord un dictionnaire, puis plus récemment un agenda et, par extension, un petit carnet.
- Jérôme Cardan : médecin et mathématicien italien (1501-1576), qui inventa le procédé mécanique de rotation non rectiligne sur un arbre de transmission : le cardan.
- Napoléon Chaix : imprimeur (1807-1865), fondateur de l'Imprimerie Centrale des Chemins de Fer qui édita l'indicateur Chaix jusqu'en 1976.
- J. Harrison Carter : inventeur du carter, enveloppe de protection d'un mécanisme. Celle-ci apparaît la première fois en 1889 sur les bicyclettes anglaises Sunbeam comme un compartiment étanche et huilé de la chaîne[4].
- Comte Guillaume Cadhogan (mort en 1726)[5], général anglais qui popularisa la coiffure pour homme en petite « queue de cheval » dans la nuque, appelée depuis catogan ou parfois cadogan.
- James Thomas Brudenell, 7e comte de Cardigan (1797-1868), cavalier émérite, invente un pull-over ouvert devant, sans col et avec des poches pour être à l’aise à cheval ; avec des boutons et un col en V devient notre cardigan.
- Cerbère, Kerberos dans la mythologie grecque, est le chien à trois têtes qui gardait l’entrée des Enfers dans la mythologie grecque ; il désigne un gardien sévère et malveillant, le cerbère.
- Jean-Antoine Chaptal (1756-1832) : chimiste français qui a donné son nom à la chaptalisation du vin.
- Antoine Alphonse Chassepot (1833-1905) : armurier inventeur du fusil qui porte son nom.
- Édouard Charvet (1842-1928) : chemisier français qui a donné son nom au charvet, un certain type de tissu de soie.
- Jonathan Edwards Chatterton (1837-1885) : inventeur britannique qui déposa le 14 juin 1860 un brevet pour un ruban adhésif isolant, en toile enduite d'un mélange de goudron norvégien, de gutta-percha et de résine, servant à isoler les fils électriques ou les câbles sous-marins. Le rouleau de chatterton est devenu d'un usage plus commun.
- Nicolas Chauvin : soldat mythique de Napoléon qui admirait son empereur, probablement inventé par les chansonniers de la Restauration. Il a donné l'adjectif chauvin et le nom chauvinisme.
- Jean Chouan : surnom de Jean Cottereau (1757-1794), un des initiateurs et chefs de l'insurrection contre-révolutionnaire et royaliste qui s'est développée en Mayenne en 1792 et 1793. De son nom découlent les termes de chouan et chouannerie.
- Chimère, du grec Chimaira, animal mythologique imaginaire à corps de lion, tête de chèvre et queue de serpent, s’emploie pour un projet ou un rêve irréalisable, une chimère.
- Qin Shi Huang (秦始皇帝) (-259 - -210) : fondateur de la dynastie Qin qui porte son nom. Ce nom devint également celui de son empire, la Chine. Indirectement, les noms communs chinois (une passoire), chine (un papier de luxe), chinoiserie (complication administrative ou objets d'art), chinoiser (pinailler) ou chiner (colorer un fil avant tissage) viennent donc de lui. La chine des brocanteurs est, elle, une déformation du mot échiner.
- Eugene Clark (1873-1942) : industriel anglais installé aux États-Unis, qui conçut les premiers chariots élévateurs, appelés clarks.
- Claude de France : fille d'Anne de Bretagne et épouse de François Ier, qui a donné son nom à une variété de prunes, la reine-claude.
- Cleithos : officier et ami d'Alexandre le Grand. Celui-ci, ivre, le tua à l'issue d'une querelle. Son nom désigne un homme aux tendances alcooliques avérées.
- Samuel Colt (1814-1862) : inventeur du premier revolver (ou pistolet à barillet), le Colt Paterson. Aujourd'hui colt est employé comme un synonyme courant de revolver.
- Saint Cyrille : apôtre qui, au IXe siècle, avec son frère Saint Méthode, aida à la conversion des Slaves au christianisme, et donna son nom à l'alphabet dit cyrillique qu'il créa.

## D
- Louis Daguerre (1787-1851) : inventeur du premier procédé photographique exploité commercialement, le daguerréotype.
- Daphné : nymphe de la mythologie grecque. Elle a donné son nom (qui signifie « laurier » en grec) à des plantes, les daphnés.
- Dédale : dans la mythologie grecque, architecte qui conçut le labyrinthe où était enfermé le Minotaure. Le nom commun désigne un endroit complexe, un cheminement compliqué, un dédale.
- Thomas Derrick (en) : célèbre bourreau de la Tyburn Prison à Londres au XVIIe siècle. Le nom a d'abord signifié « potence, gibet » puis au XIXe siècle, tour de forage des puits de pétrole : un derrick.
- Henri Derringer : armurier américain du XIXe siècle qui a donné son nom à un pistolet de son invention, le derringer.
- Rudolf Diesel : ingénieur allemand (1858-1913) qui mit au point en 1897 un moteur fonctionnant avec une huile vaporisée et comprimée comme carburant : le moteur Diesel.
- les frères Dopyera, aux États-Unis, inventèrent une guitare amplifiée sans électricité grâce à un résonateur métallique, ou même une caisse entièrement métallique équipée du résonateur. Ils créèrent la marque Dobro (Dopyera Brothers) pour commercialiser leurs instruments. Le nom déposé est passé dans le domaine courant pour désigner ce type de guitare, même fabriqué par d'autres firmes.
- Dom Juan : personnage principal d'une pièce célèbre de Molière. Le nom commun désigne un « séducteur, le plus souvent libertin et sans scrupules » (selon l'Académie française).
- Dulcinée du Toboso (Dulcinea del Toboso) : nom que donne Don Quichotte à la dame de ses pensées dans le roman de Miguel de Cervantes. À cause de l'immense popularité de ce roman, le nom devint synonyme de « bien-aimée », avec un côté ironique ou familier : Voici ma dulcinée.

## E
- Écho : dans la mythologie grecque, Écho (en grec ancien Ηχώ / Êkhố) est une nymphe des sources et des forêts du mont Hélicon, et la personnification de l'écho acoustique. Elle lui donna son nom.
- Égérie : nymphe et déesse des sources, inspiratrice du roi romain Numa Pompilius, qui a laissé son nom à une femme qui est l'inspiratrice d'un homme de pouvoir, d'un écrivain, d'un artiste, etc.
- Théodore Escherich (1857-1911) : a découvert en 1885 une bactérie intestinale des mammifères commune chez l'être humain : Escherichia coli.
- Till Eulenspiegel : héros de la littérature populaire d'Allemagne, des Pays-Bas et de Flandre, popularisé, entre autres, par Charles de Coster, qui donne le nom « Ulenspiegel » à son personnage car, dans une de ses facéties, il joue le rôle de « miroir » vivant (Spiegel en allemand). L'« Espiègle » est la forme française de ce nom.

## F
- Saint Fiacre : moine irlandais du VIIe siècle éponyme d'abbayes, d'églises, de places et rues, comme à Paris la rue Saint-Fiacre et l'hôtellerie À Saint-Fiacre. Lorsqu'un loueur de voitures à coche s'y installa, le fiacre devint l'ancêtre du taxi.
- Eugène Flaman (1842-1935) : inventeur d'un instrument de mesure de la vitesse, le Flaman qu'on trouve à bord des locomotives, autorails, etc.
- Frangipani, : marquis italien qui aurait inventé au XVIIe siècle le parfum utilisé dans la composition de la frangipane.
- William Frisbie : fondateur aux États-Unis, à la fin du XIXe siècle, de la Frisbie Pie Company qui produit des pâtisseries. Les étudiants de l'université Yale s'amusent à lancer ses moules à tarte, ce qui donne l'idée à Walter Frederick Morrison de fabriquer des plateaux d'abord appelés « Flying-Saucer », puis frisbee.
- Charles Saulce de Freycinet (1823-1881) : il a laissé son nom à un gabarit fluvial, puis au bateau conçu sur ce gabarit, un freycinet. (voir Péniche).

## G
- Félix Galipaux (1860-1931) : dramaturge, romancier, comédien et humoriste, qui publie à partir de 1887 des romans à succès dont les titres reprennent le mot Galipettes inventé à partir de son nom en s'inspirant peut-être d'une forme argotique préexistante. Le mot a pour lui le sens de « pirouette de l'esprit » et « frasques amoureuses ». Le mot est repris à partir de là, avec cette origine non certaine, mais probable.
- Jean-Claude Galluchat (mort en 1774) : artisan français qui utilisa le premier des peaux de poissons tannées (raies ou requins) à la place du cuir pour recouvrir des meubles ou des objets, inventant le galuchat, matière encore utilisée dans les industries du luxe.
- Gavroche : Gavroche Thénardier, personnage des Misérables, roman de Victor Hugo, a donné son nom au gamin des rues parisien : un gavroche.
- Antoine Gibus est un chapelier parisien qui invente et dépose un brevet en 1834 un pour un chapeau haut-de-forme pliable ou chapeau claque. Son nom est utilisé fréquemment pour désigner ces hauts-de-forme : des gibus.
- Giton : personnage du Satyricon de Pétrone (latin : Gito), il donne son nom à un jeune garçon homosexuel entretenu par un adulte : « Comme si depuis saint Pierre la place d'un pape n'était pas plutôt à la Mamertine que dans un palais décoré de haut en bas par ces mauvais sujets de la Renaissance qui pour peindre la Sainte Vierge faisaient poser leurs gitons ! » Georges Bernanos, Journal d'un curé de campagne, 1936.
- Gobseck : personnage d'usurier créé par Balzac; le nom commun est répandu en russe pour qualifier un avare.
- Alexis Godillot (1816-1893) : il réalisa, vers 1850, de solides chaussures qui équipèrent longtemps les armées françaises : des godillots passés dans le langage populaire.
- Guignol : marionnette lyonnaise. Un guignol est une personne qui amuse les autres ou qui n'est pas sérieuse.
- Guillaume : imprimeur à qui est attribuée, à tort, l'invention des guillemets en 1622 pour identifier les citations.
- Joseph Guillotin (1738-1814) : médecin et homme politique français, il n'inventa pas la guillotine, mais en fit accepter l'usage pour abréger le supplice des condamnés à mort.

## H
- Harpagon : personnage principal de L'Avare de Molière. Son caractère de grippe-sou explique le nom commun harpagon en français moderne.
- Patrick Hooligan : demeurant à Londres et souvent impliqué dans des bagarres[6], il aurait[7] involontairement donné son nom en 1899 aux personnes qui comme lui se comportent d'une façon violente et anti-sociale. Le mot a trouvé sa popularité dans le domaine du football : un hooligan.

## J
- Roy Jacuzzi (en) : immigré italien aux États-Unis qui inventa et commercialisa en 1968 ce type de « baignoire à remous » voué à un grand succès. Le nom Jacuzzi, utilisé rapidement comme nom commun par antonomase est cependant une marque déposée. Il doit donc conserver sa majuscule.
- Jocrisse : personnage du théâtre comique, caractérisé par la niaiserie et la crédulité. Le personnage serait apparu en 1587 dans l'œuvre de Nicolas de Cholières, Après-dînées. Repris régulièrement dans des œuvres comiques au cours des siècles, son caractère devint un nom commun.
- Judas : apôtre qui livra Jésus aux grands prêtres de Jérusalem et à Ponce Pilate; il symbolise le traître, l'homme fourbe. Par analogie, le nom judas est aussi celui d'un orifice ou guichet percé dans une porte et servant à voir sans être vu.

## K
- Mikhaïl Kalachnikov (1919-2013) : Soviétique qui inventa en 1947 un fusil d'assaut, la kalachnikov.
- Félix Kir (1876-1968), ou le chanoine Kir : homme d'église, résistant, puis député-maire de Dijon, qui a lancé un apéritif composé de liqueur de cassis et de vin blanc sec, devenu populaire sous le nom de kir.

## L
- Laïus ou Laïos : père d’Œdipe dans la mythologie grecque. Si un laïus est un discours long et plutôt inintéressant, c'est qu'il vient d'un sujet de composition, Le Discours de Laïus, proposé au concours d'entrée à l'École polytechnique en 1804[8]. Ce sujet, « imaginez la réponse de Laïus à Œdipe », avait tellement inspiré les candidats qu'ils en avaient rempli des pages. L' expression désigna par la suite pour les élèves toute composition ou dissertation, et passa ensuite dans le langage courant.
- Les Lampades, nymphes chthoniennes des Enfers accompagnant la déesse Hécate portaient des torches, leur nom est à l'origine du lampadaire.
- Jacques II de Chabannes, seigneur de La Palice (1470-1525) : maréchal de France, sujet de la première lapalissade : « Un quart d'heure avant sa mort, il était encore en vie. » Ce serait en fait la déformation d'une chanson de ses soldats :

Hélas, La Palice est mort,

Est mort devant Pavie ; 

Hélas, s’il n’était pas mort, 

Il ferait encore envie
où le f- de « ferait » s'écrivait comme un s-, avec un jeu de mots sur « envie » et « en vie ».
- Le colonel Nicolas Lebel (1838-1891) : membre de la commission technique qui mit au point un fusil de guerre massivement utilisé par l'armée française au début du XXe siècle.
- Les frères Joseph (1809-1876) et Antoine Limonaire (1815-1886) : facteurs d'orgue qui ont conçu un orgue mécanique utilisé dans les foires et les fêtes de village. Il fut reproduit et décliné par d'autres constructeurs sous le nom générique de limonaire.
- Jules Léotard : trapéziste français (1838-1870) qui crée un maillot moulant pour exécuter ses numéros de cirque. Appelé aussi « justaucorps », le nom léotard est encore utilisé, surtout pour les hommes[9],[10].
- Louis XIII (1601-1643) : roi de France qui donne son nom à la monnaie d'or le louis (disparu en 1914).
- Lynch : juge nord-américain du XVIIIe siècle dont les manières expéditives donnèrent leur nom à la pratique du lynchage, qui consiste à pendre quelqu'un après un jugement sommaire. Par extension, le terme est utilisé pour désigner une attaque des médias à l'encontre d'une personne.

## M
- Madeleine Paulmier : servante de la Marquise Perrotin de Baumont, qui, en 1755, fabriqua à Commercy les gâteaux appelés madeleines pour le duc Stanislas Leszczyński.
- François Mansart (1598-1666) : architecte français (grand-oncle de Jules Hardouin-Mansart), célèbre par ses travaux qui initient le style classique français, il invente le toit à deux pentes qui permet de créer une pièce sous les combles : une chambre « mansardée », une mansarde.
- Guillaume Massiquot (1797-1870) : mécanicien français qui mit au point une machine à couper le papier en 1840 : un massicot (d'où le verbe « massicoter »).
- Mausole (vers -350), satrape perse qui se fit construire un tombeau si monumental (un mausolée) qu'il fit partie des Sept Merveilles du monde antique.
- John Loudon McAdam (1756-1836) : ingénieur écossais, qui a donné son nom au macadam, technique de revêtement des chaussées puis, par glissement sémantique, à la chaussée elle-même.
- Méduse : personnage mythologique, une des trois Gorgones dont le regard changeait en pierre celui qui le croisait. Sa chevelure était constituée de serpents. Par analogie, l'animal marin aux nombreux tentacules fut nommé méduse. Le verbe méduser (pétrifier d'horreur ou de surprise) vient d'elle aussi.
- Caius Cilnius Maecenas (69-8 av. J.-C.) : chevalier romain, ministre et ami de l'empereur Auguste qui employa sa fortune et son influence à aider les artistes de son époque comme Horace, Virgile, Tibulle. Son nom désignera les généreux donateurs protégeant les arts et les artistes : un mécène.
- Mégère : une des trois divinités infernales de la mythologie romaine avec ses sœurs Alecto et Tisiphone, appelées les Furies (Érinyes en grec). Une mégère est une femme acariâtre et malfaisante.
- Menthé : dans la mythologie grecque, nymphe fille du Cocyte (un des cinq fleuves des Enfers). Elle a une liaison avec Hadès, le dieu des Enfers, mais subit la jalousie de l'épouse du dieu, Perséphone, qui la piétine et la change en menthe.
- Mentor : dans l'Odyssée d'Homère, ami d'Ulysse chargé d'être le précepteur de son fils Télémaque. Popularisé par Fénelon (Les Aventures de Télémaque, 1699), il est devenu le symbole du maître empreint de sagesse ou du guide spirituel : un mentor.
- Mercure : dieu romain du commerce, messager, Hermès en grec. Le nom apparaît au XIVe siècle dans les traités d'alchimie en remplacement de « vif-argent » pour désigner le métal liquide dont la mobilité rappellerait par analogie le messager des dieux, le mercure.
- André Michelin (1853-1931) ; industriel français, inventeur du premier véhicule ferroviaire automoteur monté sur pneus : la micheline.
- Mithridate VI (-132 à -63) : roi du Pont, il s'administrait régulièrement de petites doses de poison pour s'immuniser. Cette accoutumance s'appelle en médecine la mithridatisation (d'où aussi le verbe mithridatiser).
- Les frères Montgolfier Joseph-Michel (1740-1810) et Étienne-Jacques (1745-1799) de Montgolfier : inventeurs du premier aérostat en 1783, un ballon gonflé à l'air chaud : une montgolfière.
- Nellie Melba (1861-1931) : cantatrice australienne. Le cuisinier français Auguste Escoffier lui dédia vers 1893, à Londres (au Savoy Hôtel), le dessert glacé appelé pêche Melba.
- Samuel Morse (1791-1872) : ingénieur américain qui inventa en 1837 un alphabet télégraphique constitué d'impulsions représentées par des points et des traits : le morse.

## N
- Jean Nicot (1530-1600) : ambassadeur français au Portugal qui introduisit en France le tabac, l'herbe à Nicot, dont on extrait la nicotine.

## O
- Olibrius : gouverneur des Gaules, qui se rendit célèbre en martyrisant sainte Reine en l'an 252 ; un olibrius désigne un bravache, un fanfaron cruel.
- Joseph Opinel (1872-1960) : créateur d'un couteau de poche devenu populaire, l'Opinel.
- Osman Ier : fondateur de la dynastie qui porte son nom, la dynastie ottomane. Indirectement, il a donc laissé son nom à l'ottomane, un fauteuil « à l'orientale ».

## P
- Panacée : déesse grecque, fille d'Asclépios et d'Épione qui prodiguait aux hommes des remèdes à base de plantes. Elle a donné son nom au remède imaginaire qui guérit tous les maux : la panacée.
- Pantalon : personnage de la commedia dell'arte vêtu d'un habit tout d'une pièce, qui a donné son nom au pantalon (du prénom italien Pantaleone).
- Paparazzo : personnage de journaliste insatiable de La dolce vita de Federico Fellini, qui a donné son nom aux paparazzi, mot employé en français, même au singulier, sous sa forme italienne de pluriel : un paparazzi.
- Antoine Parmentier (1737-1813) : agronome et nutritionniste français, qui généralisa la consommation de la pomme de terre en France en proposant des recettes, en particulier celle du hachis parmentier.
- Louis Pasteur (1822-1895) : chimiste et biologiste français, inventeur d'un procédé de conservation des aliments, la pasteurisation.
- Patelin : personnage éponyme de La Farce de Maître Pathelin, pièce de théâtre du Moyen Âge.
- Pipelet : nom donné par Eugène Sue à un concierge bavard de son roman Les Mystères de Paris. On utilisera le terme féminisé, même pour désigner un homme : une pipelette.
- Le préfet Eugène Poubelle (1831-1907) : au XIXe siècle, il obligea les Parisiens à mettre leurs détritus dans des boîtes ad hoc : une poubelle.
- Francisque Poulbot (1879-1946) : affichiste et illustrateur montmartrois qui eut un large succès populaire dans les reproductions de ses scènes de « gamins de Paris » traités avec un style caractéristique proche de la bande dessinée. Ce type de gamin des rues devint si consensuel que le nom commun s'imposa pour le titi parisien, un poulbot.
- Le cuisinier du maréchal de Plessis-Praslin (1598-1675) inventa, pour ce dernier, une confiserie d'abord appelée prasline, puis praline.
- Pygmalion : dans la mythologie, sculpteur tombé amoureux de sa statue Galatée, comme le raconte Ovide dans ses Métamorphoses. Le nom commun désigne une personne qui façonne l'être aimé pour le conduire à la réussite comme dans la pièce Pygmalion de George Bernard Shaw.

## Q
- Antoine Quinquet (1745-1803) : pharmacien français qui perfectionna et commercialisa un certain type de lampe à huile. Le mot quinquet désigne cette lampe, plus généralement une petite lumière et, par extension plaisante, les yeux.

## R
- Eugène de Rastignac : personnage du roman Le Père Goriot d'Honoré de Balzac, c'est un jeune étudiant qui, las d'être confronté au cynisme des uns et aux duperies des autres, décide d'affronter la capitale et sa société en lui lançant un défi : « À nous deux, Paris. » Aujourd'hui, un Rastignac est un jeune homme ambitieux, prêt à tout pour parvenir à ses fins.
- Renart : version francisée d'un nom de personne germanique (Raginhard, puis en latin Rainhardus) attribué notamment au « goupil » héros du Roman de Renart, tellement célèbre que le mot « goupil » a disparu de la langue française, remplacé par renard.
- Eugène Rimmel (1820-1887) : parfumeur français installé à Londres qui inventa une formule non toxique de mascara, commercialisé sous la marque Rimmel.
- Louis Rustin (1880-1954) : industriel français, inventeur d'une technique de réparation des chambres à air, la rustine.

## S
- Eugen Sandow (1867-1925) : athlète allemand qui fut le premier culturiste mondialement connu se produisant dans des expositions et des films au début du XXe siècle. Pour ses entraînements, il utilisait des appareillages comportant des lanières de caoutchouc qui furent par la suite employées à d'autres usages : le sandow entrait dans la langue.
- John Montagu, 4e comte de Sandwich (3 novembre 1718-3 avril 1792) : tout comme Lord Yarborough, il passait beaucoup de temps à la table de jeu ; il fut le premier à avoir l'idée de se faire apporter un mets froid lui permettant de continuer à jouer sans salir les cartes : le sandwich était né.
- Jean Anthelme Brillat-Savarin (1755-1826) : gastronome français, créateur de nombreuses recettes de cuisine. Le savarin, pâtisserie française créée en 1845 par les frères Julien, pâtissiers parisiens du Second Empire, est nommé ainsi en hommage au célèbre gastronome.
- Adolphe Sax (1814-1894) inventa le saxophone.
- Étienne de Silhouette (1709-1767) : contrôleur général des Finances, au nom d'origine basque, était si impopulaire qu'on s'amusait à le caricaturer sous forme de dessins aux formes très simples, qui prendront le nom de silhouettes.
- Sosie : nom d'un esclave dans la pièce Amphitryon de Plaute (vers 187 av. J.-C). Le dieu Mercure prend l'apparence de Sosie, ce qui est à l'origine du nom commun désignant une personne ayant une parfaite ressemblance avec une autre : un sosie.
- John Philip Sousa (1954-1932) : compositeur et musicien américain, inventa le sousaphone.
- Antonio Stradivari (1644-1737) : artisan luthier de Crémone (Italie) qui fabriqua des violons et violoncelles d'une exceptionnelle qualité. Les rares instruments de sa facture parvenus jusqu'à nous sont vendus à prix d'or et utilisés par les virtuoses. On dit alors des stradivarius. On utilise aussi ce terme dans des métaphores : les Riva sont les « stradivarius » de la mer.
- Georges Frédéric Strass (1701-1773) : joaillier de Louis XV, inventa des bijoux de cristal imitant le diamant pour un moindre coût. Le strass désigne ces imitations de gemmes.

## T
- Tantale : personnage de la mythologie grecque, dont le nom est pris pour baptiser un nouveau métal rare découvert en 1802, le tantale.
- Tartuffe : personnage de la pièce de Molière Tartuffe ou l'imposteur (1664). Son nom est devenu synonyme d'hypocrite.
- Les sœurs Tatin : tenancières d'un restaurant dans la ville solognote de Lamotte-Beuvron, elles auraient créé la tarte Tatin à la suite d'une maladresse.
- Lorenzo Tonti (né vers 1602, mort en 1684) : banquier napolitain présenté comme l'inventeur d'un système d'investissement dans lequel les bénéfices sont répartis entre les souscripteurs survivants jusqu'au dernier survivant : la tontine.
- Turlupin : nom de scène du comédien Henri Legrand (1587-1637), qui est à l'origine des turlupinades, farces grossières qu'il jouait avec ses compagnons, puis lazzis des acteurs jouant dans le même style. Un turlupin désigne un homme qui fait des plaisanteries grossières, de mauvais jeux de mots. Turlupiner signifie « tracasser, tourmenter ».

## U
- Ubu : personnage de la pièce de théâtre d’Alfred Jarry Ubu roi, despote cynique, cruel, stupide, cupide, mesquin et vulgaire, à l'origine de l'adjectif ubuesque qui qualifie un comique grotesque et démesuré, poussé jusqu’à l’absurde.

## V
- Victor Vermorel (1848-1927) : concepteur en 1880 d'un pulvérisateur dorsal et manuel pour jardins, dont le nom est passé dans le langage courant.
- Pierre Vernier (1580-1638) : inventeur de l'instrument de ce nom qui permet de faire des mesures précises de longueur, le vernier.
- Vespasien : empereur romain de 69 à 79, qui instaura une taxe sur l'urine, produit utilisé par les foulons comme source d'ammoniac. Mais il n'a pas créé d'urinoirs publics à Rome, malgré l'apparition du mot vespasienne avec ce sens en 1834.

## Z
- Ferdinand von Zeppelin (1838-1917) : ingénieur et constructeur allemand de dirigeables qui firent sensation entre 1910 et 1936, notamment dans la traversée de l'océan Atlantique et lors des bombardements de Londres durant la Première Guerre mondiale. Ce modèle de grand dirigeable à carcasse métallique devint nom commun : un zeppelin.